# Bitva u Mühldorfu
Bitva u Mühldorfu (německy Schlacht bei Mühldorf) byl vojenský střet mezi bavorským vévodou Ludvíkem Bavorem a rakouským vévodou Fridrichem Sličným o královský titul v římské říši, který se odehrál 28. září 1322 na planině u vsi Ampfing poblíž bavorského města Mühldorf na Innu.

## Pozadí
Spor o římský královský titul začal v roce 1314 po smrti římského krále Jindřicha Lucemburského. V září tohoto roku došlo k volbě nového krále, ale volba byla rozdělená a volily dvě skupiny kurfiřtů. Jedna skupina zvolila Ludvíka IV. Bavorského, druhá o den později Fridricha I. Sličného. Období dvojvládí směřovalo k vojenskému střetu, na který se obě strany začaly připravovat od jara 1322. V září se sešla vojska obou stran na březích řeky Inn u Mühldorfu a 28. září se schýlilo k bitvě.

## Příprava bitvy
Fridrich Sličný armádu koordinoval společně s Jindřichem Korutanským. Shromáždil vojsko z rakouských a alpských zemí a posílil je uherskou a kumánskou jízdou. K tomu mu jeho bratr Leopold Habsburský poslal na pomoc vojsko ze Švábska. Ludvík Bavor ale svoje vojsko sjednotil dříve a doposud měl převahu, o kterou by sjednocením habsburských armád přišel. Jan Lucemburský, který do Ludvíkovy armády přivedl i oddíly Franků, Slezanů a především silný oddíl Čechů pod svým přímým velením, na váhavého Ludvíka naléhal, aby tuto výhodu využil. Ačkoliv Ludvíkovou oblíbenou taktikou bylo vyčkávat, strach z posil ho přesvědčil, svolil k bitvě a Janovi dal velení. Některé prameny uvádějí, že Jan poslal za Fridrichem Plichtu ze Žirotína, který v bitvě později sám padl, protože věděl, že jemu bitvu neodmítne. Šlo totiž o nejproslulejšího turnajového rytíře známého po celé Evropě a Fridrich věděl, že by Plichta na svých cestách podobnou zbabělost nezamlčel a jako nesmírně uznávaný a vážený rytíř by tak ztropil králi nemalou ostudu.

## Průběh bitvy

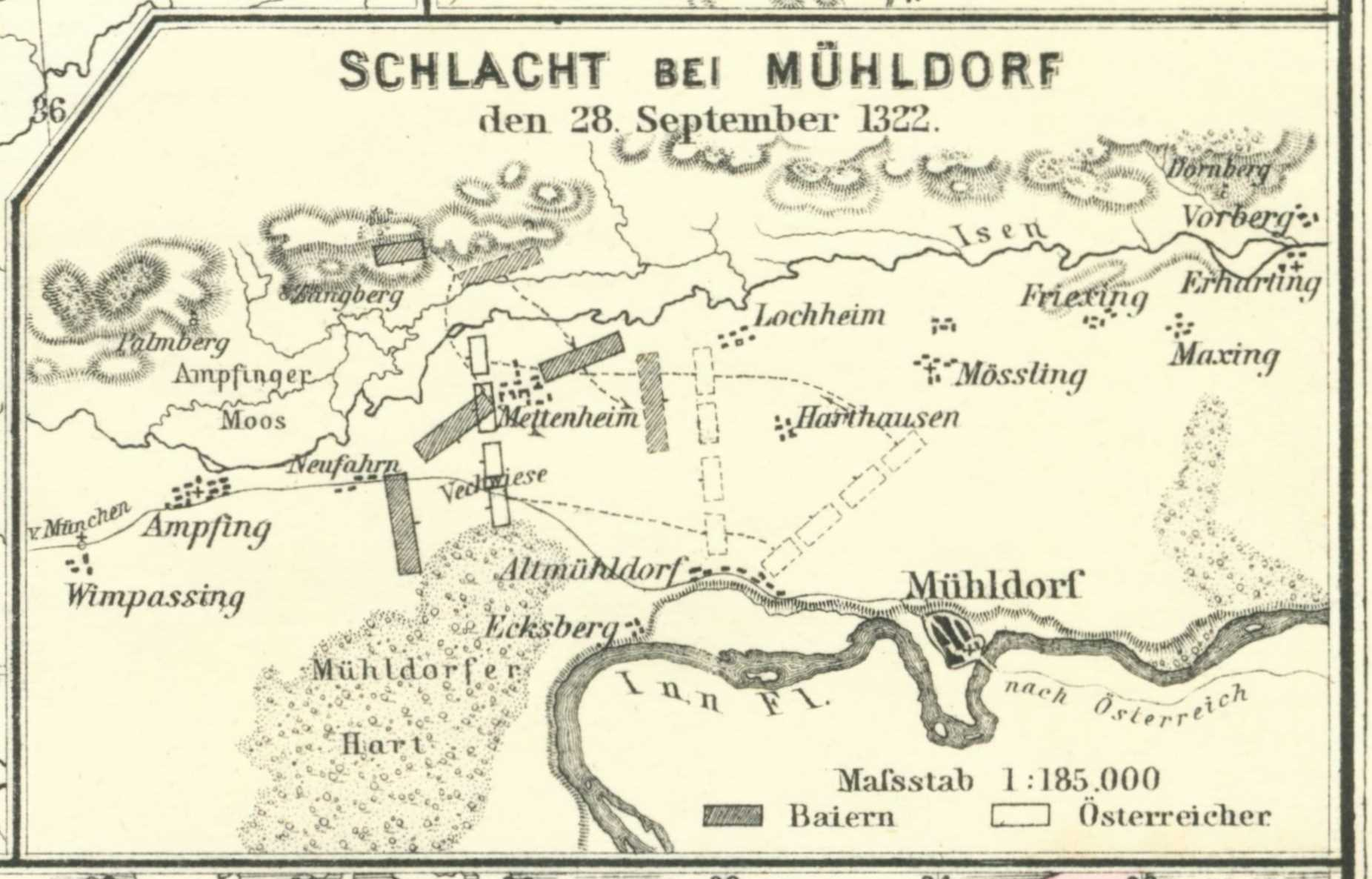
Situace na bojišti, mapa z roku 1880

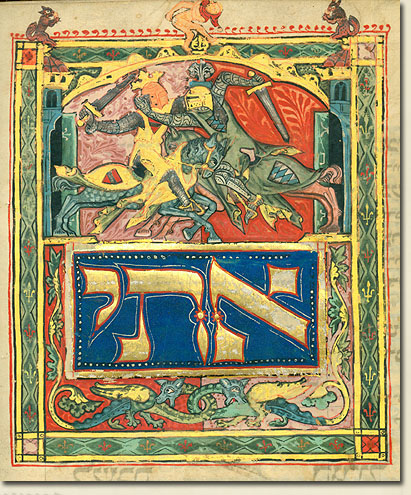
Střet Ludvíka s Fridrichem

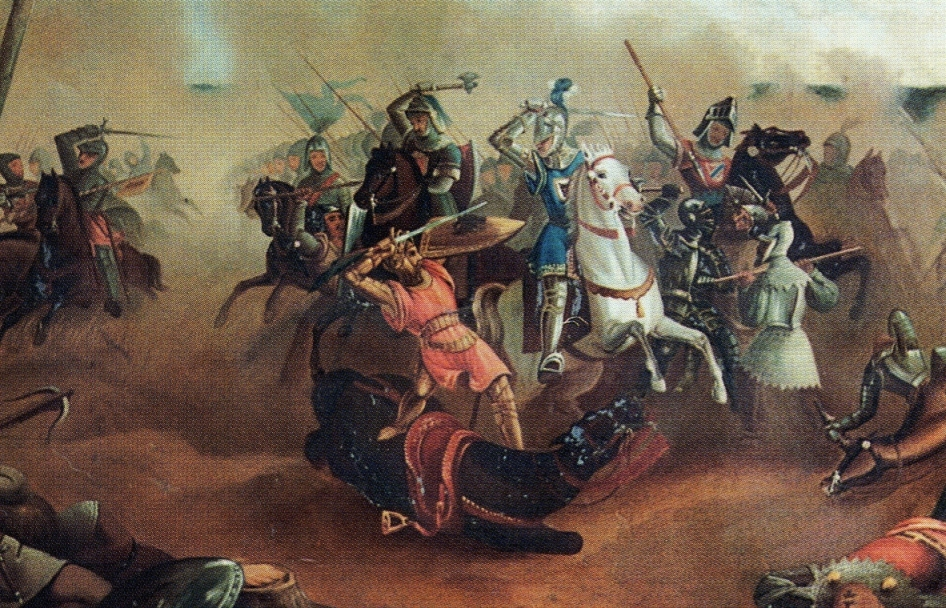
Zajetí Fridricha na vyobrazení z roku 1839

V mnohém z průběhu bitvy si záznamy v 50 kronikách zcela protiřečí a podávají protichůdné zprávy, přesto lze sestavit hrubý obraz událostí. K bitvě, kterou začal Jan, došlo časně ráno v úterý 28. září 1322. Symbolika dne svátku českého patrona svatého Václava psychologicky velmi zapůsobila a české vojsko na sebe vzalo hlavní tíhu boje, který byl velmi krutý a probíhal ještě v poledne. Jan se v čele svého oddílu probojoval hluboko do nepřátelských řad a čtyřikrát byl jeho útok odražen. Poslední útok už bojovali Ludvíkovi vojáci včetně Čechů bez koní, protože ti už byli většinou pobiti.

Ludvík potom poslal na bojiště svoji zálohu pod vedením norimberského purkrabího, ale Fridrich měl za to, že jde o posily od jeho bratra Leopolda. Ve chvíli, kdy si uvědomil svůj omyl, bylo už pozdě a o bitvě už bylo rozhodnuto. Následoval chaos, většina rakouských mužů byla zabita, Uhři a Kumáni v domnění, že jde o zradu, opustili bojiště a Fridrich byl se svým bratrem Jindřichem zajat. Leopoldovy posily dorazily pozdě a na bitvu už neměly vliv. K poslední fázi střetu o říšskou korunu došlo v Řezně a přítomen byl Ludvík i jeho zajatci Fridrich a Jindřich.

## Odměna českému králi
Za vítězství dal Ludvík Janovi Lucemburskému Chebsko, privilegia, statky i výnosy z cel a mýt a také Jindřicha Habsburského do zajetí. Toho Jan Lucemburský věznil několik měsíců na Křivoklátě a propustil ho až proti výkupnému 9 tisíc hřiven stříbra.
Chebsko bylo darováno Janovi Lucemburskému listinou, kterou Ludvík podepsal v Řezně 4. října 1322. 8 let stará zástava se tak stala českou državou. Součástí listiny byly podmínky, za kterých mohli římští králové vykoupit kdykoliv území zpět. Sumu 20 tisíc hřiven stříbra ale nikdo nezaplatil a Chebsko tak zůstalo natrvalo součástí Čech.